# Église Saint-Caprais de Craponne-sur-Arzon
L'église Saint-Caprais est un édifice situé à Craponne-sur-Arzon, en France.

## Localisation
L'église est située sur le territoire de la commune de Craponne-sur-Arzon, dans le département  de la Haute-Loire, en région Auvergne-Rhône-Alpes.

## Description
L'église, élevée aux XIVe et XVe siècles, puis reconstruite aux alentours de 1500, alors que la fondation d'une église est mentionnée dès la fin du XIIe siècle. L'édifice actuel a remplacé la chapelle castrale à la suite d'un don de la famille de Chalencon et de Polignac, et comme souvent, le cimetière paroissiale se trouve à proximité immédiate. L’édifice, de style gothique languedocien, assez rare dans le Velay, se compose, outre d’un chœur et d’une abside pentagonale, de cinq travées de nef : la troisième, la plus ancienne, pourrait dater du XIVe, tandis que les deuxième et quatrième travées remontent à 1416 ; la première travée, à l’ouest, ainsi que la façade occidentale, sont datées de 1782. Le toit d’ardoise et la flèche du clocher sont du XIXe siècle.
Douze chapelles se placent sur les ailes latérales de l'église. Parmi ces chapelles, celle de Sainte-Barbe, la plus ancienne, du XVe siècle ; celle de Sainte-Régis, où ont été enterrées certaines religieuses de l'établissement Saint-Joseph ; celle du Saint-Rosaire, ou encore celle de Sainte-Anne. Parmi le mobilier et les décorations sont à signaler : une Descente de croix de Guy François (1640), Les boiseries du chœur et un socle de statue de Pierre Vaneau (XVIIe siècle), les boiseries et la chaire de Gabriel Samuel, de 1735, sculptant les quatre évangélistes et saint Caprais en bas-reliefs. Les vitraux datent de 1866.

## Historique
L'église est inscrite (à l'exception du clocher moderne) au titre des monuments historiques par arrêté du 2 juin 1969.

## Galerie

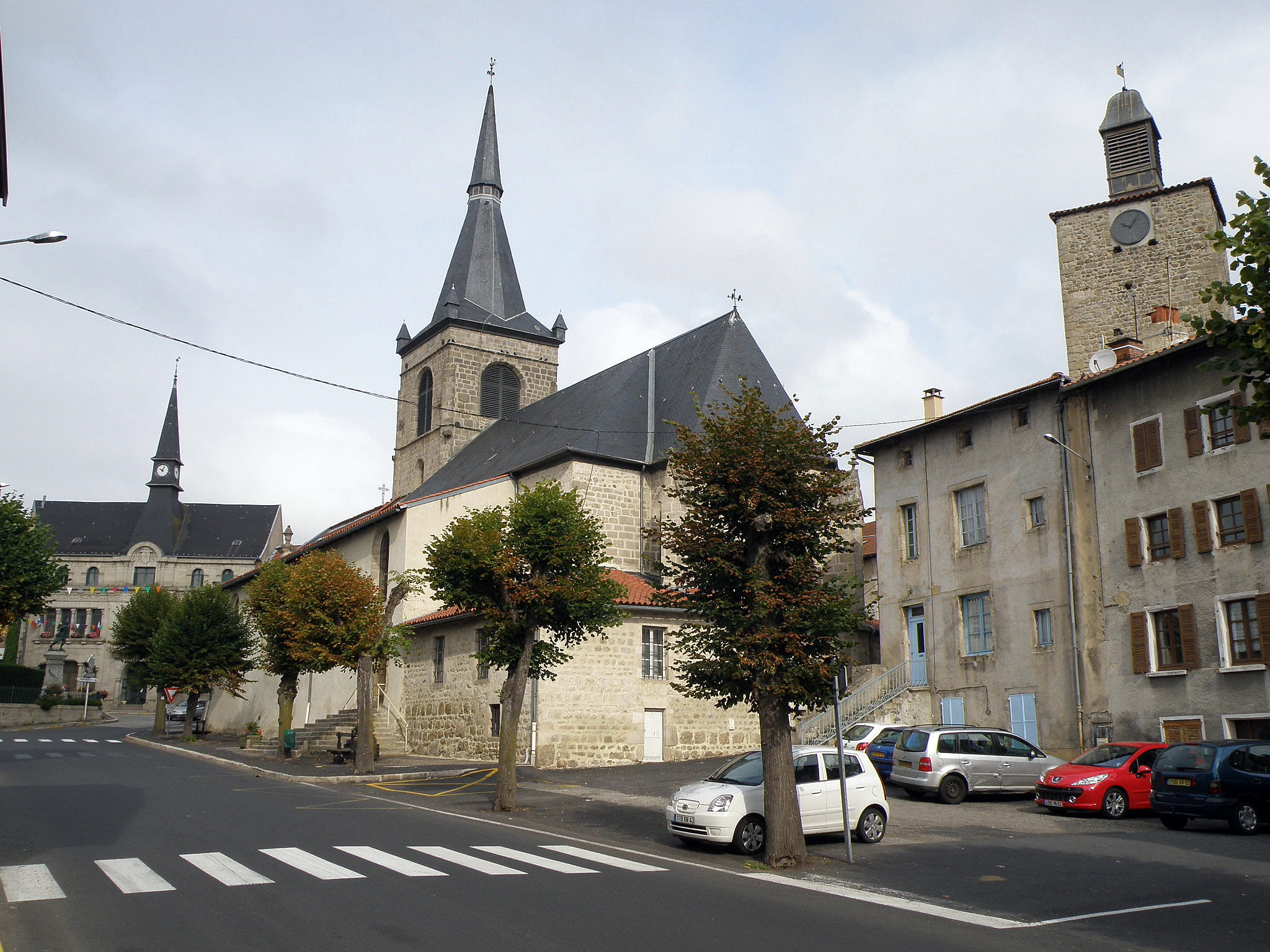
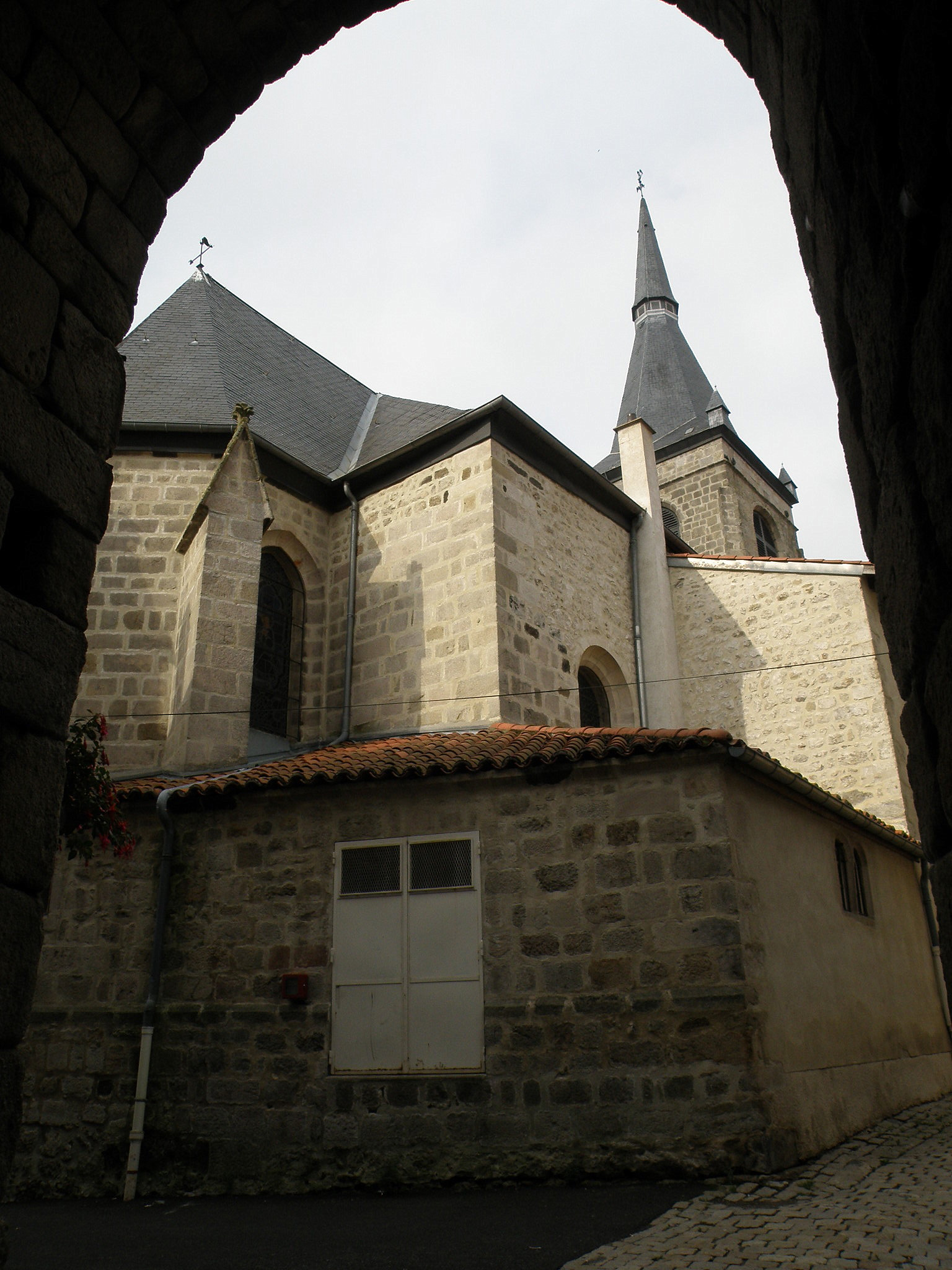
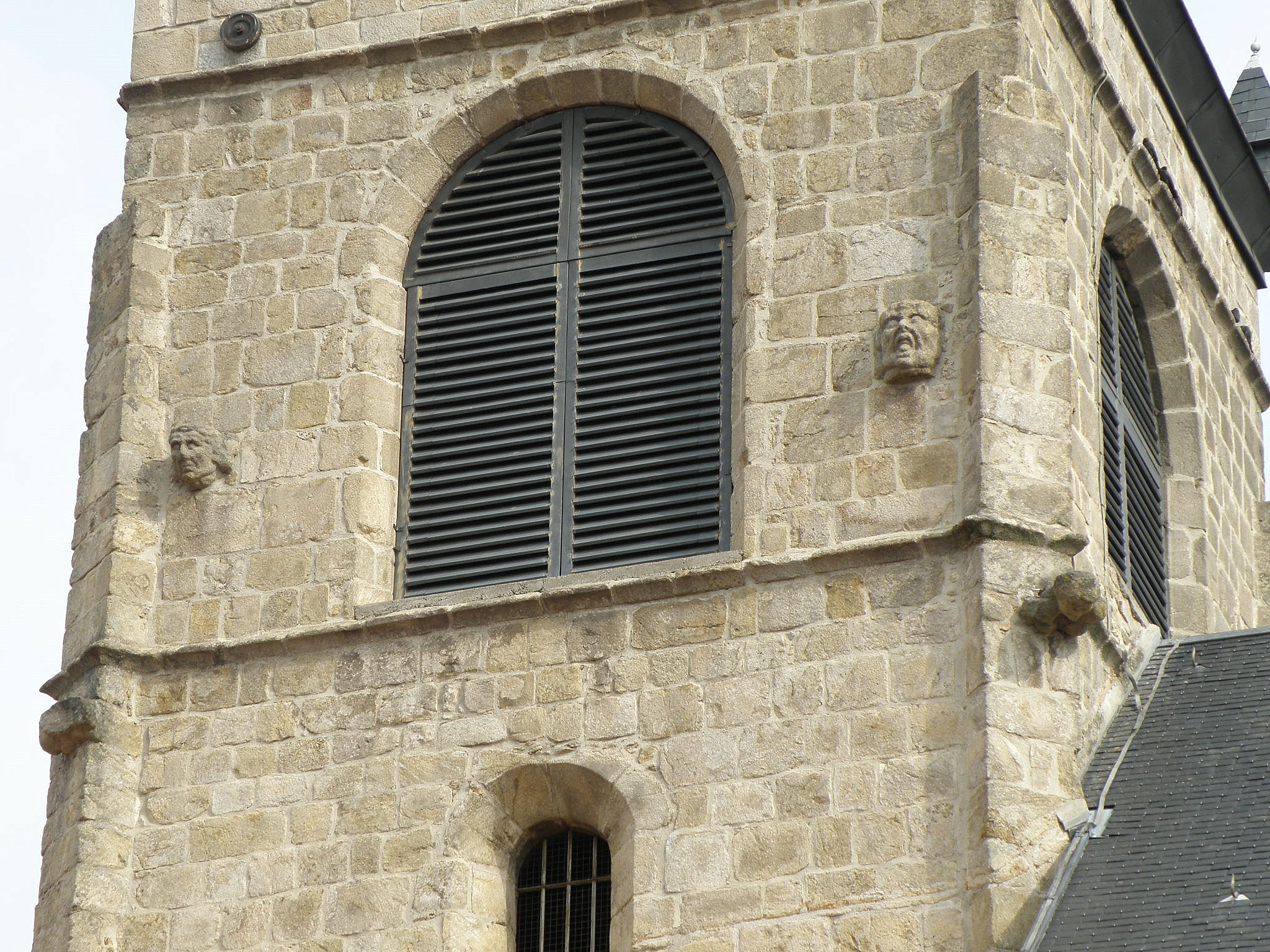
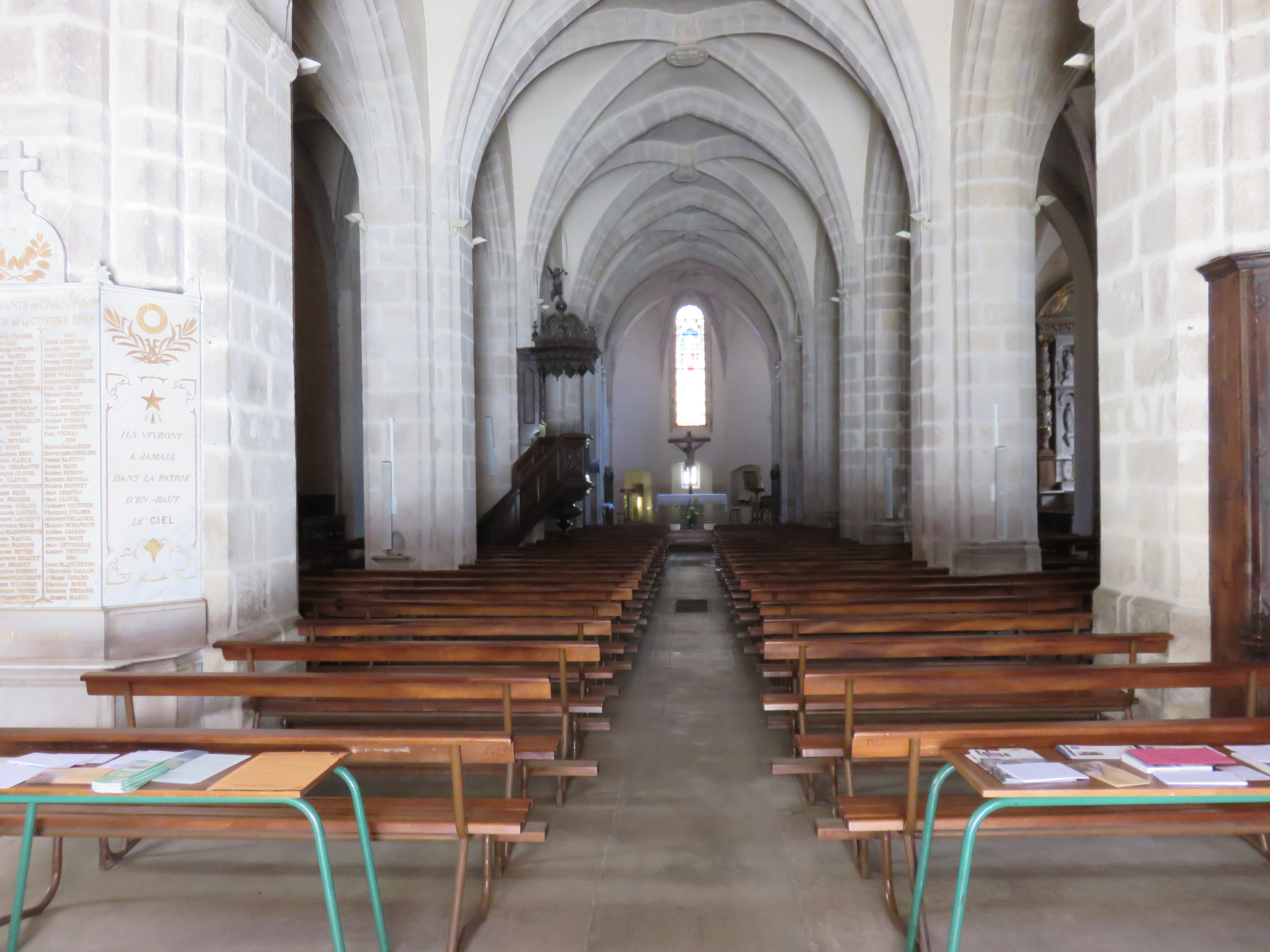
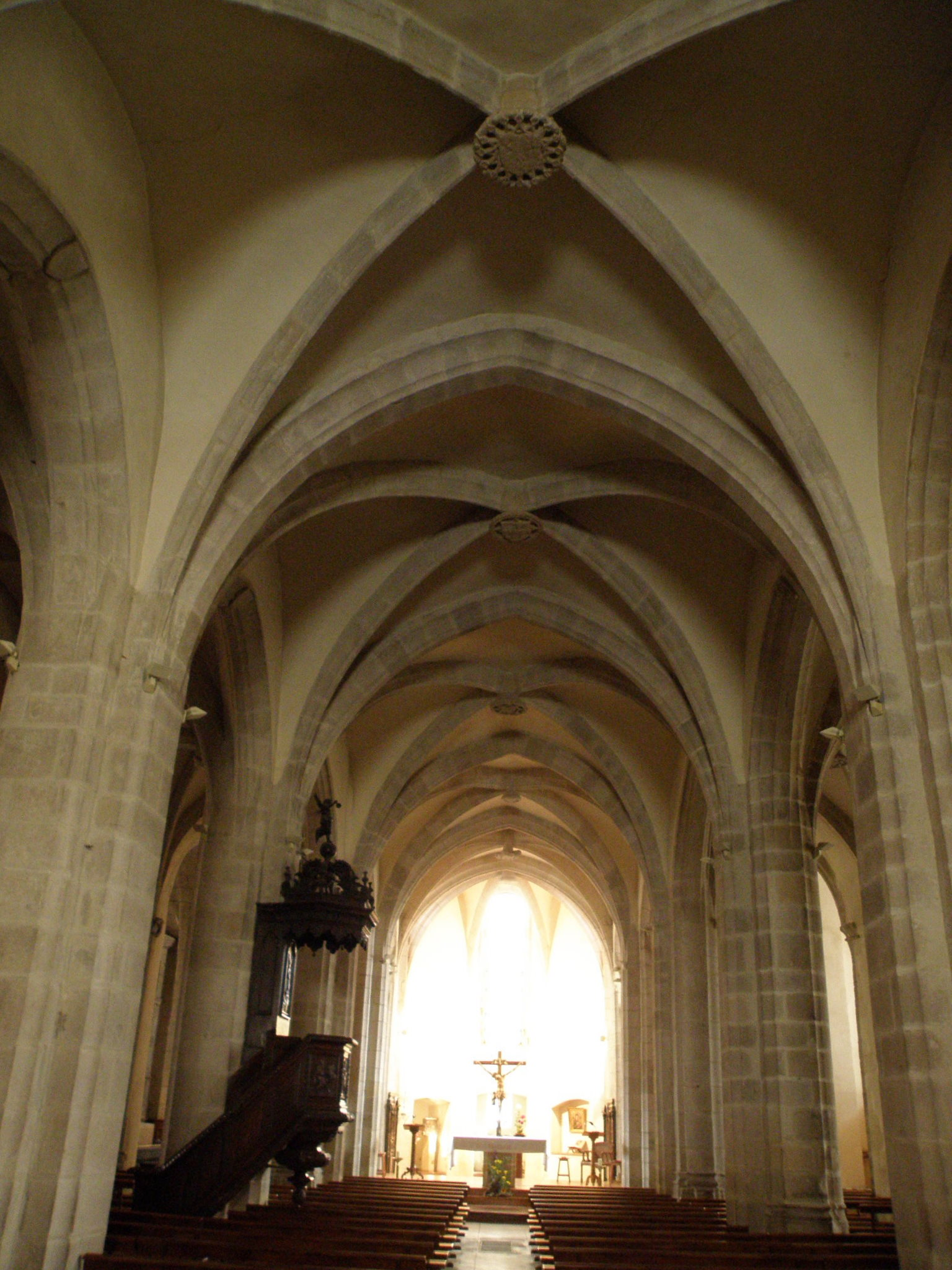
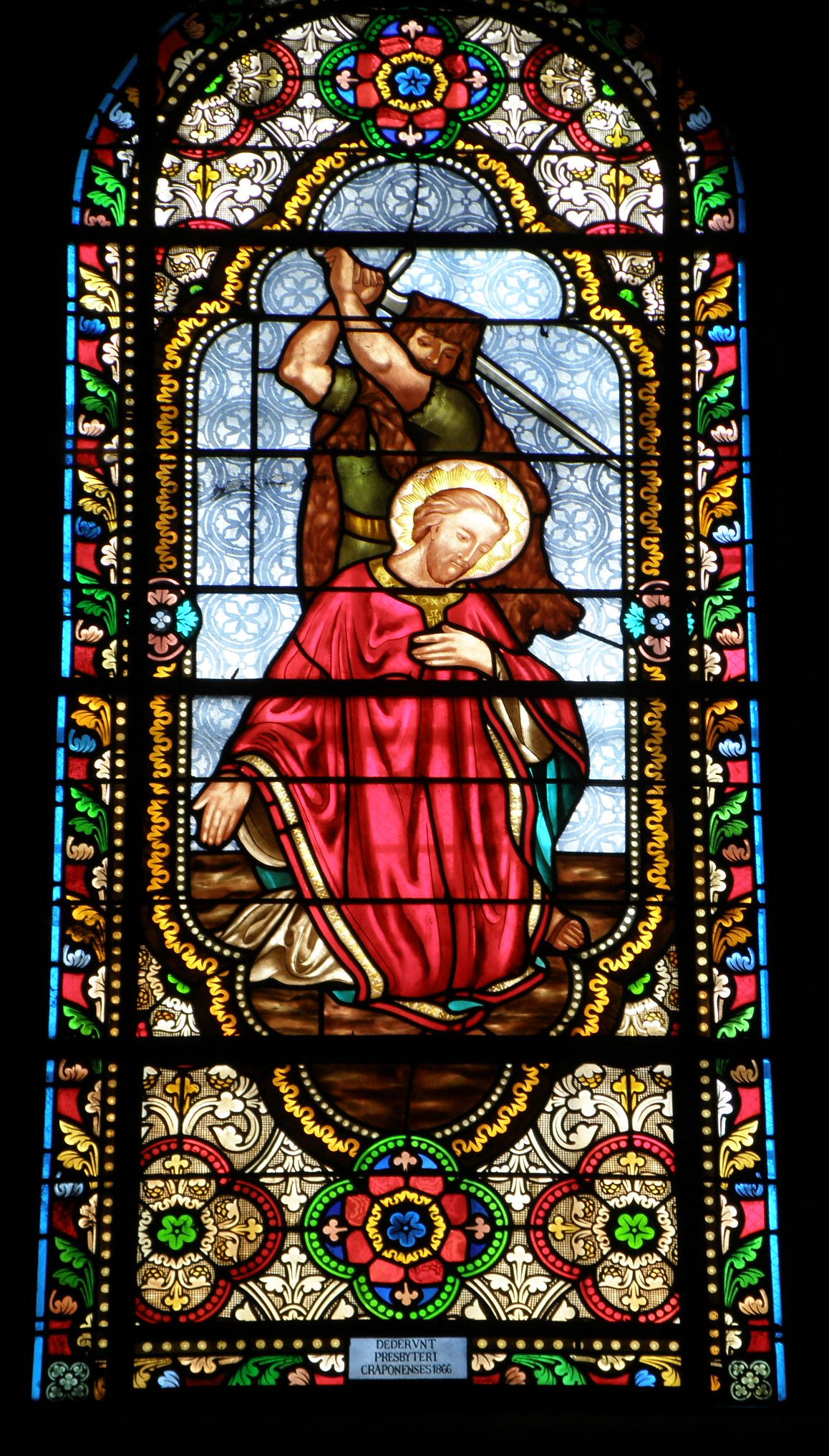